# Cantone del Grande Sud
Il Cantone del Grande Sud (Canton du Grand Sud in francese) è una divisione amministrativa del dipartimento della Corsica del Sud, compreso nell'Arrondissement di Sartena.
È stato creato a seguito della riforma approvata con decreto del 24 febbraio 2014, che ha avuto attuazione dopo le elezioni dipartimentali del 2015, e comprende 7 comuni, oltre ad una parte del comune di Porto Vecchio:
- Bonifacio
- Carbini
- Figari
- Levie
- Monacia d'Aullene
- Pianottoli-Caldarello
- Sotta